# Quest (entreprise)
Pour les articles homonymes, voir Quest.
Quest Corporation (クエスト) était un développeur de jeu vidéo japonais fondé en 1988.
Quest s'est fait reconnaître grâce à sa série de Tactical RPG, Ogre Battle, largement acclamée par les critiques lors de leur sortie. En 1995, des membres importants de la société, Yasumi Matsuno, Hiroshi Minagawa et Akihiko Yoshida, quittèrent Quest pour rejoindre Square, où ils développèrent Final Fantasy Tactics et Vagrant Story. En 2002, Quest fut racheté par Square ; ainsi, ce rachat permit à plusieurs développeurs de Quest de retrouver leurs anciens collègues. Depuis cette date, l'équipe de Quest fut incorporée à celles de Square Soft (devenu Square Enix entre-temps) où elle a développé la série des Final Fantasy Tactics Advance.

## Liste des jeux développés par Quest

### PC-Engine
- 1991
  - Magical Chase

### Nintendo Entertainment System
- 1988
  - Daisenryaku

- 1989
  - Maharaja

- 1990
  - Conquest of the Crystal Palace
  - Dungeon Kid
  - Musashi no Bōken

### Game Boy
- 1990
  - Battle Ping Pong
- 1991
  - Legend: Ashita heno Tsubasa
- 1994
  - Taiyō no Tenshi Maro: O Hanabatake wa Dai-Panic

### Super Nintendo
- 1993
  - Ogre Battle: March of the Black Queen
- 1995
  - Tactics Ogre: Let Us Cling Together

### Saturn
- 1996
  - Ogre Battle: March of the Black Queen
  - Tactics Ogre: Let Us Cling Together

### PC-Engine
- 1991
  - Magical Chase

### PlayStation
- 1997
  - Ogre Battle: Limited Edition
  - Tactics Ogre: Let Us Cling Together

### Game Boy Color
- 2000
  - Magical Chase GB

### Nintendo 64
- 1999
  - Ogre Battle 64: Person of Lordly Caliber

### Neo-Geo Pocket Color
- 2000
  - Densetsu no Ogre Battle Gaiden: Zenobia no Ōji

### Game Boy Advance
- 2002
  - Tactics Ogre: The Knight of Lodis